# Ак'є
Ак'є — маянська держава на території сучасного штату Чіапас (Мексика), що утворилася напочатку IV століття. Тривалий час було об'єктом протистояння в регіоні. У 740-х увійшло до складу Шукальнааху на основі династичних зв'язків.

## Заснування. Залежність від Йокіб-Кіна
Дотепер невідомо де саме розташовувалося столиця цього царства. Головні джерела — написи —, де йдеться про «Священні Владики Ак'є», присутні на пам'ятниках невідомого походження, що зберігаються тепер в приватних і музейних колекціях. Тому на сьогодні існують спроби прив'язати царство до якогось з городищ регіону знаходяться в рамках гіпотез і припущень. За одним з таких столицею цієї держави було поселення відоме як План-де-Айутла.
Утворилася у долині річки Усумасінта у IV ст. Стосовно засновника династії немає точних відомостей. Вже наприкінці століття виступала союзником царства Йокіб-Кін проти держави Па'чан. Відомо, що в цей період ахав (цар) Ак'є — Яшуун-Бахлам — зазнав поразки і потрапив у полон.
Після цього Ак'є майже на сторіччя зникає з джерел. Наступні згадки про це царство відносяться на кінець V ст. (490-ті роки). У зовнішній політиці Ак'є в цей час продовжувало політику союзу з Йокіб-К'іном проти Па'чана. Втім цар Ят-…н ззанав поразки, але зберіг владу. Незважаючи на перемогу у 508 році його союзника Йокіб-Кіна, царство Ак'є продовжувала зазнавати військових ударів з боку па'чанських ахавів. У 537 році війська Ак'є знову зазнали поразки. Після цього нічого невідомо про історію Ак'є до 593 року.
Напочатку VII ст. царство перетворилось із союзника на васала держави Йокіб-Кіна. У 658 році ахав Муяль-Чан-К'авііль був присутній в столиці свого сюзерена — Йокіб. Згодом війська Ак'є були учасником коаліції проти Баакульського царства.

## Васал Сакц'і
У 690-х роках Ак'є перетворилося на об'єкт протистояння між царствами Попо', Шукальнаах, Сакц'і, Па'чана. У 693 році війська царства, що билися на боці Попо', зазнають поразки у війні із царством Сакц'і, при цьому ахав …-Ахк-Мо’ потрапляє у полон. Зрештою він визнає зверхність Сакц'і. Володар останнього — К'аб-Чан-Те — у 706 році прийняв титул «Священного володаря Ак'є», але це була формальність. Вже у 710-х роках за правління царя …-Чооя знову опиняється в залежності від держави Попо'. Але вже у 720-х роках впливнад Ак'є повертається до царства Сакц'і.

## Об'єднання з Шукальнаахом
У 1-й пол. 740-х років приходиться об'єднання держави Ак'є з царством Шукальнаах на основі родинні і династичних зв'язків. Першим царем об'єднаної держави став Хой-Бахлам.
Втім наприкінці 760-х років син одного з колишніх царів Ак'є — Ах-Чанлаху'н-Баак — спробував відновити незалежність своєї держави. Деякий час він з успіхом протидіяв царям Шукальнааха та Сакц'і. навіть на знак самостійності ставив власні стели. Втім вже у 770-х роках відбувається остаточне приєднання земель Ак'є до Шукальнааха. Разом з останнім колишнє царство зазнало занепаду напочатку IX ст.